# Anne Magnien
Pour les articles homonymes, voir Magnien (homonymie).
Anne Magnien née en 1957 au Creusot, est une journaliste et productrice de télévision française. 

## Biographie
Son père était pharmacien.
Elle a passé son enfance et suivi des études secondaires à Villeurbanne. De 1974 à 1982, elle travaille comme manutentionnaire puis comme employée de bureau. À partir de 1982, elle collabore à différents médias de Lyon.
Elle a notamment conçu, dirigé et présenté l'émission Culture pub sur M6 avec Christian Blachas,, ainsi que les émissions Les Lois de la Jungle et Éconoclaste sur France 5. Elle a par ailleurs produit plusieurs magazines comme Le cercle des sciences sur Paris Première et des émissions unitaires telles La nuit de la connerie sur Canal+ ou Et vous trouvez ça drôle sur France 2. En radio, elle a collaboré à Radio Lyon à ses débuts, puis à RTL et France Inter. En presse écrite, Anne Magnien a longtemps collaboré à CB News et dirigé le magazine Tous.
Elle est également intervenante en Histoire de la publicité à l'école Sup de Pub.
En 2017, elle publie Sur les pavés la pub,.